# Anneli Saaristo
Anneli Saaristo (Jokioinen, 15 februari 1949) is een Fins zangeres.

## Biografie
Saaristo bracht haar eerste album uit in 1980. Twee jaar eerder had ze voor het eerst deelgenomen aan de nationale preselectie voor het Eurovisiesongfestival. Met het nummer Sinun kanssasi, sinua ilman eindigde ze op de vierde plaats. In 1984 waagde ze opnieuw haar kans. Met Sä liian paljon vaadit werd ze derde. Vijf jaar later was het dan eindelijk raak. Met het nummer La dolce vita ging ze met de zegepalm aan de haal, waardoor ze haar vaderland mocht vertegenwoordigen op het Eurovisiesongfestival 1989 in het Zwitserse Lausanne. Daar eindigde ze op de zevende plaats, de beste eindplacering in veertien jaar tijd. Nadien zou het nog wachten zijn tot de overwinning van Lordi in 2006 vooraleer een Finse act beter deed.

## Discografie
- Aina aika rakkauden (1980)
- Elän hetkessä (1984)
- Näin jäätiin henkiin (1985)
- Tuuli, laivat ja laulu (1987)
- La dolce vita (1989)
- Appelsiinipuita aavikkoon (1992)
- Kypsän naisen blues (1995)
- Helminauha (1999)
- Kaksi sielua (2004)
- Uskalla rakastaa (2009)
- Kissan mieli (2012)